# Comuna Divača
Divača (Občina Divača) este o comună din Slovenia, cu o populație de 3.829 de locuitori (2002).

## Localități
Barka, Betanja, Brežec pri Divači, Dane pri Divači, Divača, Dolenja vas, Dolnje Ležeče, Dolnje Vreme, Famlje, Gabrče, Goriče pri Famljah, Gornje Ležeče, Gornje Vreme, Gradišče pri Divači, Kačiče-Pared, Kozjane, Laže, Matavun, Misliče, Naklo, Otošče, Podgrad pri Vremah, Potoče, Senadole, Senožeče, Vareje, Vatovlje, Vremski Britof, Zavrhek, Škocjan, Škoflje